# Enrique de Beaumont
Henry de Beaumont (antes de 1280-10 de marzo de 1340), jure uxoris IV conde de Buchan y suo jure, I Baron Beaumont, fue una figura clave en las guerras anglo-escocesas de los siglos XIII-XIV, conocidas como Guerras de Independencia escocesas.
Henry de Beaumont fue un militar experimentado que tomó parte en todos los grandes enfrentamientos entre Falkirk en 1298 y Halidon Hill en 1333. Aunque no es una figura excesivamente conocida, fue un personaje de considerable importancia militar y política. Su amplia experiencia militar le permitió desarrollar una técnica que resultó decisiva en las batallas de Crécy y Agincourt. Como parte de un grupo de anglo-escoceses conocido como los 'desheredados' —ingleses que habían perdido sus posesiones en Escocia— trataría de romper la paz establecida entre ambas naciones por el Tratado de Northampton, y desencadenar una Segunda Guerra de la Independencia de Escocia. Por su matrimonio poco antes del 14 de julio de 1310 con Alice Comyn, Condesa de Buchan (murió el 3 de julio de 1349), sobrina y heredera de John Comyn, Conde de Buchan, fue reconocido como conde por derecho de su esposa.

## Orígenes
Henry de Beaumont era el hijo mayor de Luis de Brienne, (m. después del 1 de septiembre de 1297) vizconde de Beaumont Maine, Francia y señor de Beaumont-le-Vicomte (después Beaumont-sur-Sarthe), Sainte-Suzanne, La Fleche, Fresnay-le-Vicomte, Le Lude, etc. por matrimonio. Henry era nieto de Juan de Brienne, rey de Jerusalén y más tarde emperador latino de Constantinopla por su matrimonio con Berenguela de León, lo que convertía a Henry en primo segundo de Eduardo II. Su hermano Luis de Beaumont fue obispo de Durham y su hermana Isabella era la esposa del destacado noble Juan de Vesci.

## Primeras campañas
Inició su servicio militar bajo Eduardo I de Inglaterra durante su campaña en Flandes en 1297 contra de Felipe IV de Francia. Cuando Eduardo regresó a Inglaterra al año siguiente tras la derrota de su ejército del norte ante los escoceses en la batalla de Stirling Bridge, fue acompañado por Beaumont. En la batalla de Falkirk, Beaumont fue uno de los jóvenes caballeros cuyo caballo había sido muerto por las lanzas de los schiltrons de William Wallace. Beaumont sirvió de nuevo con Eduardo I en las guerras de Escocia en 1302.

## Propiedades
Beaumont obtuvo grandes extensiones de tierras y señoríos: Folkingham, Barton-upon-Humber, y Heckington, Lincolnshire, del rey Eduardo II. Fue convocado al parlamento desde el 4 de marzo de 1309 hasta el 20 de octubre de 1332, por órdenes dirigidas a Henrico de Bellomonte, por lo que recibió el nombre de Lord Beaumont. Fue citado de nuevo al parlamento inglés de 22 de enero de 1334 hasta el 16 de noviembre de 1339, como conde de Buchan. Asistió al parlamento escocés de Edward Balliol el 10 de febrero de 1334, como el conde de Buchan.
Recibió la concesión del Señorío de la Isla de Man en 1310. Al año siguiente, él y su hermana, Isabel de Vesci, fueron desterrados de la Corte por los Lores Ordainers como colaboradores de Piers Gaveston, pero regresaron poco después. En 1313 él y su hermana recuperaron los señoríos de Seacourt, Berkshire, y Tackley (Oxfordshire), que, a la muerte sin sucesión de su hermana en 1334, revirtieron a él. En 1312 recibió Birthorpe, Lincolnshire, confiscada a Roger de Birthorpe. Entre 1317 y 1321 su esposa, heredó los bienes ingleses de su hermana, Margery Comyn, esposa, sucesivamente, de Sir John Ross y Sir William de Lindsay. Compró el Señorío de Ditchburn, Northumberland, en 1320.

## Bannockburn
En el primer día de la batalla de Bannockburn Henry estaba en una de las dos fuerzas de caballería junto a Robert Clifford y Sir Thomas de Grey de Heaton, padre del cronista Thomas Grey, que relata así los acontecimientos;
El segundo día, Beaumont fue uno de los que acompañaron a Eduardo II en su huida del campo, y posteriormente fue privado de su condado escocés de Buchan por el rey Roberto.

## "Los Desheredados"
En el mes de noviembre, después de Bannockburn, Beaumont fue uno de los afectados por la sentencia de confiscación aprobada por el parlamento de Escocia contra todos aquellos propietarios con título nobiliario escocés que siguieran luchando junto a los ingleses. Así se creó la clase noble conocido como el desheredado. Aunque esto también incluye a personajes de mayor estatus, como David III Strathbogie, conde de Atholl, Beaumont se mostraría como el más decidido a recuperar sus honores perdidos.
Luchó junto a Eduardo II en Boroughbridge en 1322. Sin embargo, cuando Eduardo comenzó a negociar la tregua con los escoceses en mayo de 1323, Beaumont, se manifestó en contra del rey, rechazando cualquier acuerdo que ignorara las demandas de los desheredados, de los que se había convertido en principal portavoz. Eduardo ignoró a Beaumont y ambos se pelearon. Beaumont fue brevemente encarcelado por desacato y desobediencia en el Consejo Privado (del que era miembro), tras lo que se retiró de la Corte para continuar sus intrigas en el exilio, acercándose a la esposa de Eduardo, la Reina Isabel, y su amante Roger Mortimer, conde de March. Su causa, sin embargo, no fue favorecida por el golpe de Estado de 1327, en la que Isabel y Mortimer, depusieron al rey y lo sustituyeron por su hijo menor de edad Eduardo III.
Ansiosos por desbloquear la situación en el norte, Isabel y Mortimer persuadieron al Parlamento para aceptar los términos del Tratado de Northampton, que ignoraban, una vez más, las demandas de los desheredados. Gran parte de la alta nobleza se mostró avergonzada por la paz firmada y cuando Enrique de Lancaster se rebeló a finales de 1328, contó con el respaldo de Henry Beaumont, Thomas Wake, Henry Ferrers, Thomas Rosselin y David de Strathbogie, este último yerno de Beaumont. Este fue el núcleo del partido que apoyaría la candidatura de Eduardo de Balliol, hijo del antiguo rey Juan de Balliol. La rebelión duró poco; y cuando Lancaster fue sometido en enero de 1329, Wake y Strathbogie también aceptaron la paz. No así Henry Beaumont, que fue específicamente excluido del indulto, y partió al exilio, para planear la caída de Mortimer.
Cuando el poderoso Edmundo de Woodstock fue arrestado en marzo de 1330 y acusado de conspiración para restaurar a Eduardo II, que aún creía vivo, alegó en el juicio que Beaumont se había reunido con él en París, comunicándoles que contaban con el respaldo de Escocia y la intervención armada de Donald Conde de Mar, amigo personal del antiguo rey. Kent fue ejecutado y Beaumont no volvería a Inglaterra mientras durara el gobierno de Mortimer e Isabella.

## Eduardo de Balliol
La paz de Northampton pareció enterrar definitivamente las esperanzas de los desheredados. Sin embargo, esta situación dio un vuelco tras la muerte de Robert Bruce en 1329, seguido en 1330 por el derrocamiento y ejecución de Roger Mortimer y la asunción de plenos poderes porEduardo III. En Escocia, el hijo pequeño de Robert, David II asciende al trono, siendo menor de edad, con toda la inestabilidad que eso acarrea. Eduardo, al menos al principio, mantuvo la paz con Escocia, pero compartía las opinión de muchos de sus compatriotas sobre la vergonzante paz de Northamption. En 1330, Eduardo III pediría formalmente a la Corona Escocesa que restaurara las tierras confiscadas a Beaumont, petición que fue desestimada.
De estar prácticamente desahuciada, la causa de los desheredados volvía a primer plano, pero tenía que ser enfocada. Por encima de todo, se necesitaba un motivo que trascendiera a la mera ambición frustrada. A comienzos de los años 1330, esta causa sería la de Edward Balliol, para algunos el legítimo rey de Escocia.
Edward Balliol es claramente una figura importante; pero es difícil decidir si perseguía sus ambiciones o fue utilizado por otros. No había luchado en la primera guerra, y es dudoso que tuviera alguna experiencia militar antes de su llegada a Escocia en 1332. El impulsor de estas acciones fue Henry Beaumont, el principal conspirador de los desheredados. Fue él el que formó el partido de los desheredados tras el periodo de paz tras Northampton: animó a Balliol, con la autorización de Eduardo III, viajar a Inglaterra. Era un guerrero experimentado, que había estado presente en Bannockburn y la batalla de Boroughbridge y casi seguro que fue el arquitecto de la victoria de Balliol en Dupplin Moor, donde luchó; y que hubiera asesorado a Eduardo III en la batalla de Halidon Hill, anticipo del posterior triunfo en Crécy. Beaumont, además, proporcionó apoyo financiero para que Balliol pudiera entrar en Escocia a la cabeza de un ejército. Pero era leal sobre todo a sí mismo y luego a Eduardo III, y Balliol era para él un medio para conseguir un fin.

## Guerra por otros medios
Al asumir el poder, Eduardo habría tenido en cuenta el apoyo recibido por Beaumont, y también habría sido consciente de que, si bien Beaumont era un poderoso aliado, también podría ser un peligroso enemigo. Los cambios de alianzas del conde habían estado motivado principalmente por sus ansias de recuperar sus feudos escoceses. Pero el rey había abrazado la causa de los desheredados por razones más sutiles: el incansable impulso de Beaumont resultaba útil para superar la paz de 1328.
Antes del fin de 1330 Eduardo comenzó a presionar diplomáticamente en nombre de Beaumont y Thomas Wake, demandante que el Señorío de Liddesdale, los dos únicos nobles oficialmente reconocidos como desheredados por Escocia e Inglaterra. Eduardo l escribió al joven David II en diciembre, solicitando la restauración de las tierras del 'Conde de Buchan' y del 'Señor de Liddesdale'. Pero Eduardo era consciente  de las escasas posibilidades de que los escoceses aceptaran. No tenía sentido entregar importantes extensiones en las marcas oeste y noreste de Escocia a hombres leales a un enemigo potencial, y que eran ampliamente conocidos por oponerse vehementemente al Tratado de Northampton. El tutor de David, Thomas Randolph, conde de Moray, obviamente era consciente de esto, y la solicitud de Eduardo fue ignorada. Beaumont ahora comenzó a buscar la restitución por otros medios.
En algún momento entre 1330 y 1331 Beaumont concibió un plan para invadir Escocia a lacabeza de un ejército privado, liderado por él y Edward Balliol. Los primeros contactos entre el Balliol y Beaumont había sido en 1330. En 1331 estas relaciones se volvieron más serias. En junio, él y Strathbogie cruzaron el Canal para visitar a Edward Balliol, exiliado en Picardía. Beaumont regresó en agosto y en noviembre, acompañado por Walter Comyn. El Brut contiene una colorida historia, que no se repite en ninguna otra fuente, según la cual Balliol habría caído en desgracia ante el rey de Francia, y habría tenido que ser rescatado de prisión gracias a la intervención de Beaumont. Lo cierto es que finalmente abandonó Francia y llegó a Inglaterra en el invierno de 1331. Se instaló en la mansión de Standal, en Yorkshire, una propiedad de la hermana de Beaumont, Señora Vesci. Beaumont, a continuación, visitó el rey Eduardo y obtuvo una concesión importante: no permitiría a los desheredados cruzar la frontera, ya que esto violaría el Tratado de Northampton, pero no iba a evitar que zarparan de puertos ingleses. En el verano de 1332 todo estaba listo y un pequeño ejército de arqueros y hombres de armas navegaron desde varios puertos en Yorkshire, hasta la costa de Fife, en agosto.

## La invasión de Edward Balliol
Poco después del desembarco, el ejército, hábilmente liderado por Beaumont, se enfrentó y derrotó a los escoceses en Dupplin Moor en agosto de 1332, utilizando una eficaz y mortal combinación de infantería y arqueros. El ejército avanzó sobre Scone, donde Balliol fue coronado rey de Escocia el 24 de septiembre. La coronación fue una ceremonia tensa y triste ocasión, ya que el nuevo rey y su pequeño ejército se encontraban aislados en territorio hostil. En el banquete posterior se dice que los huéspedes permanecieron totalmente armados, excepto por los cascos. El terror hacia el nuevo régimen se extendió rápidamente.
Estaba claro que, en ausencia generalizada de una apoyo generalizado de los nativos, la aventura sólo podía properar con el apoyo de Eduardo III. Para conseguir su cooperación, Balliol le ofreció la cesión del sureste de Escocia a Inglaterra. Esta propuesta fue trasladada por Beaumont y David de Strathbogie, que asistieron a la reunión del Parlamento, en York. Antes de que pudieran regresar a Balliol y lo que quedaba de su ejército, fueron sorprendidos por un grupo de leales a Bruce leales en Annan y expulsados del país.

## Invasión de Eduardo III
En enero de 1333 Eduardo abandonó toda simulación  de neutralidad y reconoció formalmente a Edward Balliol como rey de Escocia, prometiéndole ayuda militar. Se entregaron subsidios a Beaumont y al resto de interesados para preparar una nueva invasión. En julio, un ejército escocés fue despedazado en Halidon Hill, a las afueras de Berwick-upon-Tweed, utilizando las mismas tácticas de Dupplin Moor. Beaumont fue capaz de regresar a Buchan, donde, según Andrew Wyntoun, se reparó la vieja fortaleza de los Comyn de Dundarg en la costa de Aberdeenshire 1333/4, que había sido destruida por Robert Bruce en 1308:
No obstante, la situación de los desheredados no era mucho mejor que antes. En septiembre de 1334 Edward Balliol, enfrentado a una gran revuelta, pidió ayuda urgente a Inglaterra. Para colmo, sus seguidores, que se habían unido para obtener tierras, se enfrentaban ahora por el mismo motivo. En una disputa sobre la sucesión de Alejandro de Mowbray, muerto en Annan en 1332, Balliol se enfrentó a Beaumont que, al modo de Aquiles, se retiró de la Corte.
El régimen de Balliol se derrumbó, y por segunda veztuvo que huir a través de la frontera. Beaumont, por su parte, fue sitiado en Dundarg por Sir Andrew de Moray de Avoch y Bothwell, el nuevo Guardián de Escocia y se vio obligado a capitular el 23 de diciembre de 1334. Después de un breve encarcelamiento, fue rescatado y devuelto a Inglaterra a tiempo para la campaña de verano de 1335. Aunque regresó a Escocia se desconoce si volvió alguna vez a Buchan de nuevo. Dundarg fue destruido por segunda y última vez en su historia.

## Últimos años
Beaumont fue un activo participante en la invasión escocesa de Eduardo de 1335, la mayor hasta el momento en nombre de su desafortunada protegido; pero sin mejores resultados. En noviembre, los escasos avances veraniegos fueron desbaratados por la victoria de Moray sobre Strathbogie en la batalla de Culblean.
Después de Culblean, el tenue reinado de Balliol prácticamente desapareció. Perth fue recuperada. Sólo el castillo de Cupar en Fife y remoto de Lochindorb siguieron manteniendo su causa. En Lochindorb la viuda de Strathbogie, Kathrine Beaumont, la hija de Henry Beaumont, fue asediado por Moray desde finales de 1335. El rescate de Kathrine Beaumont permitiría a Eduardo III recubrir de caballerosidad una de sus más devastadoras aventuras militares. Los ingleses desencadenaron una operación de castigo a gran escala, pretendiendo desbaratar la resistencia escocesa y, a la vez, evitar un posible desembarco francés en el noreste. En un principio, Eduardo puso a Enrique de Lancaster, yerno de Beaumont, al frente de la operación, aunque finalmente decidió actuar en persona. El rey avanzó sobre Aberdeenshire en el verano de 1336. Beaumont y Balliol fueron con él y Kathrine fue rescatada.
En este tiempo, Beaumont lanzó su última expedición, buscando venganza contra aquellos a los que responsabilizaba de la muerte de su yerno.
En 1337 Eduardo III, con el inicio de las operaciones de la guerra de Cien Años, prácticamente perdió todo interés en la causa de Balliol Incluso Henry Beaumont, el más decidido de los desheredados, había tenido suficiente. En lugar de volver a Escocia con Balliol, Beaumont acompañó a Eduardo a los Países Bajos, de donde había llegado con su abuelo en 1298, y donde moriría en barzo de 1340. Su hijo, John, nunca reclamó Buchan y cuando su esposa Alice murió en 1349 la línea Comyn de Buchan desapareció.
En abril de 1340 se llevó a cabo un estudio para distribuir las tierras de Beaumont, que poseía grandes extensiones de tierra en el condado de Lincolnshire, así como áreas más pequeñas en Leicestershire, Northumberland y Yorkshire.

## Matrimonio y descendencia

Armas de Comyn: de Azur, tres gavillas de trigo. Aparece cuartelada en la Jarretera de Juan de Beaumont, IV Barón Beaumont (1361-1396), KG

Poco antes del 14 de julio de 1310 se casó con Alice Comyn, Condesa de Buchan (murió el 3 de julio de 1349), sobrina y heredera de John Comyn, Conde de Buchan (y nieta de Alejandro Comyn, Conde de Buchan Gran Condestable de Escocia). Fue reconocido como Conde de Buchan jure uxoris. Tuvo varios hijos con Alice:
- Elizabeth Beaumont (c. 1320-1400) esposa de Nicolás Audley, Baron Audley (1328-1391), sin hijos.[3]
- Juan de Beaumont, II Lord Beaumont (c. 1318), esposo de Leonor de Lancaster, bisnieta de Enrique III y hermana de Enrique de Grosmont.
- Isabel de Beaumont, esposa de Enrique de Grosmont, duque de Lancaster, hermano de Leonor de Lancaster. Fueron los antepasados de la Casa de Lancaster, abuelos de Enrique IV de Inglaterra.
- Katherine de Beaumont, esposa de David III Strathbogie, Conde de Atholl, Lord Strathbogie
- Juana de Beaumont, que ("se dice"[4]) casó con Fulco VII FitzWarin, Baron FitzWarin (m. en el año 1349), de Whittington Castillo en Shropshire y Alveston en Gloucestershire.

## Leer más
- Balfour-Melville, E. W. M., Eduardo III y David II, 1954.
- Brut, o las Crónicas de Inglaterra, ed. F. W. D. Brie, 1906.
- Brown, C. "La Segunda Escocés Guerra de la Independencia", 2001.
- Pluscarden, el Libro de, ed. F. J. H. Skene 1880.
- Campbell, T., de Inglaterra, de Escocia y de la Guerra de Cien Años, en Europa a finales de la Edad Media, ed. R. Highfield et al., 1970.
- Cokayne, George Edward (1926). The Complete Peerage (2nd edición). London: St. Catherine Press.
- Maxwell, Herbert, trans. (1907). Scalacronica; The reigns of Edward I, Edward II and Edward III as Recorded by Sir Thomas Gray. Glasgow: James Maclehose & Sons. Consultado el 17 de octubre de 2012.
- Nicolson, R., Eduardo III y los Escoceses, 1965.
- Ramsay, J. H., La Génesis de Lancaster,1307-99, 1913.
- Ridpath, G., La Frontera de la Historia de Inglaterra y Escocia, de 1810.
- Richardson, Douglas, Plantagenet Ascendencia, Baltimore, Md., 2004,pág.  83-4, ISBN 0-8063-1750-7
- Webster, B., Escocia Sin Rey, 1329-1341, en la Escocia Medieval: de la Corona, de Señorío y de la Comunidad, ed. A. Grant y K' J. scott Stringer, 1993.
- Wyntoun, Andrés, el Original de La Crónica de Escocia, ed. N. Denholm Jóvenes, 1957.

- Datos: Q645900